# David Fricke
David Fricke és un editor sènior de la revista Rolling Stone, on principalment escriu sobre música rock. Durant els 90, va ser-ne l'editor en cap, abans de renunciar.

## Biografia
David Fricke és un llicenciat del Muhlenberg College a Allentown (Pennsilvània). Abans d'unir-se a Rolling Stone, on n'és editor sènior, escrivia per a Circus i Good Times.
Les entrevistes de Fricke amb Kurt Cobain i Courtney Love per a Rolling Stone, abans de la mort de Cobain, eren àmpliament citades. En un, Love va parlar sobre una cançó no editada prèviament que Cobain va escriure abans de la seva mort, titulada "Me and My IV", que va ser enregistrada com a "Do, Re, Mi".
Fricke ha aparegut als documentals de Classic Albums sobre el procés de creació del disc de Pink Floyd The Dark Side of the Moona, el de Cream Disraeli Gears, Histèria de Def Leppard, de Nirvana el Nevermind, el Black Album de Metallica, i de Frank Zappa l'Apostrophe i Over-nite Sensation, així com de Rush els àlbums Moving Pictures i 2112. Fricke també ha aparegut en un cert nombre de documentals de Lou Reed i al documental de Wilco I Am Trying to Break Your Heart.
Fricke va escriure la introducció a la guia de programa per a l'actuació de Phish durant el Halloween de 2009 a Exile on Main Street. També va fer la del Halloween de 2010 de Phish al Waiting For Columbus.
Fricke escriu avui en dia la columna "Fricke's Picks" a la secció de revisió de gravacions de la Rolling Stone.